# Петроглифы Мвела
Петро́глифы Мве́ла (англ. Mwela Rock Paintings) — национальный памятник Замбии, расположенный примерно в 7 километрах к востоку от города Касама. С 2009 года включены в предварительный список Всемирного наследия ЮНЕСКО, в смешанную категорию.

## Описание
Объект включает скальные выходы Мванколе, Сумина, Мулунду, Фуамбо и Чанга-Мвибве в 5 км от города Касама в Северной провинции Замбии, а также скалы Лвимбо в 10 км к западу от города. Общая площадь объекта превышает 100 км, с относительно плоской центральной частью, представляющей собою плато с высотами от 1320 до 1535 м над уровнем моря, холмистыми краями и обилием речных русел.
На территории объекта задокументированы более 1000 наскальных рисунков, относимых к позднему каменному веку. Такая плотность рисунков является одной из самых высоких в Африке и самой высокой на Южноафриканском субконтиненте. Изображения, по-видимому, оставлены обитателями региона, населявшими его в позднем каменном веке до прихода бантуязычных народов и известными как батва. В ходе археологических раскопок одной из пещерных локаций в регионе были обнаружены орудия труда и артефакты позднего каменного века, схожие с найденными в районе пещеры Начикуфу, а также следы культуры раннего железного века. Возраст петроглифов Мвела, выполненных в «красной традиции» и связываемых с охотничье-собирательской культурой батва, оценивается в 1—7 тысяч лет (в период после 500 г. н. э. началось их вытеснение аграрными народами, связываемыми с другой традицией наскальной живописи — «белой»).
В 1964 году объект получил статус национального памятника Замбии под названием Мвела. Он защищён законом о Национальной комиссии по охране наследия; кроме того, часть территории объекта входит в лесной резерват Касама и защищена также законом о лесных ресурсах. С 2009 года петроглифы Мвела входят в предварительный список Всемирного наследия ЮНЕСКО по культурным критериям iii, v и vi (смешанная категория).

## Характер рисунков
Находки наскальных рисунков в Замбии существуют и за пределами региона Мвела — фактически везде, где существуют подходящие для этой цели скальные выходы. В подавляющем большинстве случаев они представляют собой живописные или графические изображения на поверхности камня и лишь в редких случаях выбиты в нём — последнее обычно характерно для мест, где рисунок не защищён каменным навесом. Это может указывать на заинтересованность авторов изображений в их долгосрочной сохранности.
В регионе Мвела встречаются и натуралистические, и схематические рисунки, но и те, и другие выполнены в рамках «красной традиции» — одной из основных для петроглифов Замбии. Натуралистические рисунки представляют собой контурные или заполненные изображения животных — слонов, канн, львов, кустарниковых свиней. Схематическая красная традиция, самая распространённая в Замбии, включает круги и «лестницы». Происхождение красного пигмента достоверно не установлено, но предположительно это может быть либо легкодоступная охра, либо органический пигмент, формирующийся при перегнивании тростника во влажных местах. Любое из этих веществ должно было быть перетёрто с жидкостью (кровью, слюной, мочой, яичными белками или древесным соком) в однородную пасту, обладающую хорошими связывающими характеристиками. Предположительно, анималистические и геометрические мотивы принадлежат двум разным культурам тва. Изображения животных наносились на скалу тонкой кистью, абстрактные рисунки — как правило, пальцем, хотя в отдельных случаях использовалась и кисть.
Наиболее характерная манера анималистических изображений Мвелы — гипертрофированное брюхо и непропорционально маленькие ноги, голова и хвост. Реже встречаются изображения с тонким телом и диспропорционально длинными ногами-палками. В силу символических искажений часто невозможно определить, какое именно животное изображено, если отсутствуют характерные признаки, такие как рога или клыки. Изображения животных часто сопровождаются прямыми линиями или дугами, состоящими из отдельных точек и, по-видимому, игравшими важную роль в ритуальном значении рисунков. Хотя человеческие изображения в красной традиции достаточно редки, в западной части скал Лвимбо и на севере скал Мвела-Чама рядом с изображением животного — по-видимому, раненой и умирающей антилопы — обнаружены петроглифы с изображением антропоморфных фигур (в первом случае держащихся за руки и расположенных полукругом головами в сторону фигуры животного). Стилевое сходство изображений указывает на то, что и человеческие фигуры, и животное в обоих случаях изображены одним и тем же художником в один и тот же промежуток времени. Позы людей на петроглифе, по мнению исследователей, указывают на то, что он изображает некий ритуальный танец. Ещё одно изображение человека обнаружено в так называемой Львиной пещере в скалах Сумина. Изображённый человек, стоящий над телом убитого буйвола, по-видимому, пронзает копьём льва.
Смысл абстрактных изображений Мвелы остаётся темой различных трактовок, согласно одной из которых часть рисунков может представлять собой изображения природных явлений. Так, круг с отходящими от него линиями может быть изображением солнца, круг с линиями, исходящими только из нижней части, — дождевой тучи. Согласно этой трактовке, такие изображения создавались с целью предсказания погоды. Другая трактовка связывает часть образов (в частности концентрические окружности и полукружия) с культом плодородия.